# Piero Del Papa
Pierluigi Del Papa, detto Piero (Pisa, 2 maggio 1938 – Pisa, 27 ottobre 2018), è stato un pugile e attore cinematografico italiano, campione europeo dei pesi mediomassimi tra il 1966 e il 1971 e sfidante al titolo mondiale.

## Biografia

### Carriera dilettantistica
Conquistò la medaglia d'argento ai campionati nazionali dei dilettanti nella categoria dei pesi medi nel 1957 a Bologna. Passato nei mediomassimi, conquistò la medaglia di bronzo, l'anno successivo a Terni e quella d'argento nel 1959, sconfitto in finale da Giulio Saraudi. Nel 1960, si laureò finalmente campione italiano dei dilettanti, nella categoria dei mediomassimi. Partecipò alle eliminatorie allestite da Natale Rea per le XVII Olimpiadi di Roma, venendo eliminato nuovamente da Saraudi.
Nella sua carriera dilettantistica ha combattuto 63 volte, con quaranta vittorie, 9 pareggi e 14 sconfitte.

### Carriera da professionista
Passò al professionismo nel 1960, nella scuderia di Steve Klaus. Dopo 18 incontri senza sconfitte (con due pareggi), il 7 dicembre 1962 conquistò il titolo di campione italiano dei pesi mediomassimi, battendo il lombardo Piero Tomasoni. L'anno dopo respinse due volte l'assalto al titolo di Guerrino Scattolin, ottenendo un verdetto di no contest e una vittoria ai punti in dodici riprese. Il 6 agosto 1965 mise in palio il titolo contro Benito Michelon e lo sconfisse per Kot all'undicesimo round.
Difese la cintura contro il friulano Alfredo Vogrig. In una fase del match, questi andò a finire fuori dalle corde, colpito dal campione italiano. Risalito sul ring, si lasciava andare a reiterate testate ai danni dell'avversario e veniva squalificato. Il verdetto veniva poi cambiato in no contest che, peraltro, permetteva a Del Papa di mantenere il titolo. Lo perse tuttavia ai punti il 26 dicembre 1964, ad Alessandria, subendo la prima sconfitta da Benito Michelon.
Nel 1965 combatté solo tre volte con pugili stranieri, vincendo a Stoccolma e in Italia, rispettivamente contro il finlandese Pekka Kokkonen e lo statunitense Eddie Cotton. Perse a Lima contro il campione sudamericano Mauro Mina.
Nel 1966 conquistò il titolo europeo - sempre dei mediomassimi - battendo a Roma, ai punti in 15 riprese Giulio Rinaldi. Di fronte al pubblico del Palasport, tutto a favore del detentore, Del Papa riuscì a imbrigliare l'anziate, costringendolo alla corta distanza, a lui più congeniale.
Combatté ben 11 volte per il titolo continentale con 7 vittorie. Lo mantenne contro il britannico Chick Calderwood (verdetto di no contest alla sesta ripresa), il tedesco Wilhelm Von Homburg sul ring di Charlottenburg (squalifica all'11º round), battendo ai punti ancora il finlandese Kokkonen a Helsinki e mandando Ko alla quarta ripresa Vittorio Saraudi, fratello minore del suo antico avversario nei dilettanti. Dopo aver combattuto per la prima volta nella categoria superiore, battendo a Berlino il temibile Jürgen Blin, fu costretto a cedere la cintura continentale all'altro tedesco Lothar Stengel, a Francoforte, per Ko alla quinta ripresa, il 2 dicembre 1967.
Dopo il ritiro di Steve Klaus, grazie al suo nuovo procuratore Adriano Sconcerti, ottenne un'altra chance europea, il 28 gennaio 1969 a Copenaghen, sfidando il pugile casalingo Tom Bogs, che aveva battuto Stengel per Ko alla prima ripresa. Del Papa resisté fino al conto finale ma perse ai punti. Dopo la rinuncia di Bogs al titolo, tornò campione europeo il 6 febbraio 1970 a Milano, battendo ai punti lo jugoslavo Ivan Prebeg.
Il 6 giugno 1970 fece un'altra sortita nella categoria dei massimi, a Montevideo, contro il più anziano Gregorio Peralta, che aveva appena resistito per tutto un incontro ai colpi del fuoriclasse George Foreman. Del Papa si arrese all'avversario e abbandonò alla quinta ripresa. Mise vittoriosamente in palio il titolo europeo due volte sul suolo germanico contro pugili tedeschi, poi lo perse nuovamente nel 1971 a Berlino, contro Conny Velensek, ai punti.
Il 5 giugno 1971, ormai trentatreenne, affrontò a Caracas il campione mondiale WBA Vicente Rondón con il titolo in palio, ma venne sconfitto per KO al 1º round, dopo soli 2'30". Subì un colpo al mento dalla potenza devastante che gli fece perdere il paradenti e temere una frattura alla mascella. Tornò in Italia con una borsa di 8.000 dollari.
Combatté gli ultimi cinque incontri con alterni risultati, vincendo quelli disputati in Italia e perdendo quelli all'estero. Si ritirò alla fine del 1972. Dopo il ritiro, alla fine degli anni ottanta, fondò una scuola pugilistica ubicata nei sotterranei del palazzetto dello sport di Pisa, all'epoca ancora dismesso perché - fino al 1998 - non a norma.
Negli ultimi anni di vita gli fu riconosciuto un vitalizio ai sensi della legge Giulio Onesti.

## Carriera cinematografica
Noto per la sua carriera nel pugilato, ampliò il suo pubblico grazie all'interpretazione di ruoli di una certa importanza in alcune pellicole, tra cui due diretti da Michele Lupo con Bud Spencer protagonista: Lo chiamavano Bulldozer (1978) e Bomber (1982).

## Filmografia
- O tutto o niente, regia di Guido Zurli (1968)
- Sedia elettrica, regia di Demofilo Fidani (1969)
- Piedone lo sbirro, regia di Steno (1973)
- La legge della camorra, regia di Demofilo Fidani
- Lo chiamavano Bulldozer, regia di Michele Lupo (1978)
- Caro papà, regia di Dino Risi (1979)
- L'insegnante al mare con tutta la classe, regia di Michele Massimo Tarantini (1980)
- Bomber, regia di Michele Lupo (1982)
- Dagobert, regia di Dino Risi (1984)
- Quattro storie di donne – miniserie TV, 1 episodio (1989)